# Strohfeuer
Strohfeuer ('Strovuur') is een West-Duitse dramafilm uit 1972 onder regie van Volker Schlöndorff.

## Verhaal
Elisabeth is de moeder van een jong kind en is recent gescheiden van haar man in een drang naar zelfbeschikking. Maar de strijd voor vrijheid blijkt moeilijk. Ze volgt zangles en nadat ze gewerkt heeft als gastvrouw en verkoopster, wordt ze de assistente van een kunsthandelaar. Maar ook dit loopt verkeerd af, want haar baas verwacht van haar seksuele gunsten. Haar omgeving reageert met onbegrip op haar emancipatiestreven. Als wraak weigert haar ex-man haar de voogdij over haar zoon omdat ze niet in staat zou zijn hem alleen op te voeden. Ze realiseert zich dat een vrouw niet werkelijk vrij kan zijn in een samenleving waar het echtpaar de norm is.

## Rolverdeling
| Acteur                | Personage               |
| --------------------- | ----------------------- |
| Margarethe von Trotta | Elisabeth               |
| Friedhelm Ptok        | Hans-Helmut Junker      |
| Martin Lüttge         | Oskar Merz              |
| Ute Ellin             | Irm                     |
| Ruth Hellberg         | de moeder van Elisabeth |
| Walter Sedlmayr       | personeelschef          |
| Georg Marischka       | Schmollinger            |
| Nikolaus Vesely       | Nicky                   |
| Konrad Farner         | kunsthistoricus         |